# Batalla de Coracesio
Se conoce como la batalla de Coracesio (también llamada batalla de Korakesion) al combate que enfrentó a la armada del general romano Cneo Pompeyo Magno, que había sido enviado por el Senado romano con el encargo de limpiar el mar Mediterráneo de los piratas contra la armada de los piratas de Cilicia.

## Antecedentes
Tras su consulado (70 a. C.), el general Cneo Pompeyo Magno pasó los dos años siguientes en Roma (69 a. C. - 67 a. C.) viendo como aumentaba el malestar entre la plebe debido al encarecimiento de los precios de los alimentos. Esta subida de precios era debido al aumento de la actividad de los piratas del Mediterráneo.
Desde la campaña de Marco Antonio Orator, el Senado no había vuelto a ocuparse de sus costas, lo que había proporcionado a los piratas tiempo para recuperarse e intensificar gradualmente sus actividades. Casi todos los piratas procedían de la región de Cilicia, sin embargo la pasividad del Senado era tal que los piratas habían llegado hasta la desembocadura del Tíber sin que les saliera al paso ninguna escuadra romana.
En el año 67 a. C. el tribuno de la plebe Aulo Gabinio legislaría para Pompeyo el mando de una guerra contra estos piratas. La ley que pasaría a llamarse Lex Gabinia otorgaba a Pompeyo el mando de 200 naves y la autorización para aumentar libremente su ejército, cosa muy poco habitual en un encargo del Senado.
Pompeyo expulsó a los piratas de Italia y Sicilia en cuestión de seis semanas, dirigiéndose tras un descanso a Grecia donde los destrozó en cincuenta días. Tras sus rápidas victorias, Pompeyo arriconó a los piratas en Cilicia. En las cercanías de su capital, llamada Coracesio, se libró la batalla clave.

## Batalla
Tras arrinconar a los piratas en Cilicia, Pompeyo se dirigió a su capital, llamada Coracesio (la moderna Alanya). Según Plutarco, los piratas habrían reunido unos 1000 barcos (ciertamente una exageración del historiador) frente a los 200 de Pompeyo. Durante la batalla los piratas fueron totalmente derrotados y obligados a desembarcar en una playa cercana desde donde huyeron y se refugiaron en su capital, Coracesio, a la que Pompeyo puso bajo sitio.
Tras un intenso sitio, los piratas se rindieron y entregaron su capital. Pompeyo había salido completamente victorioso y poco después se embarcaría hacia Asia donde se enfrentaría a Mitrídates VI Rey del Ponto. En cuanto a los piratas, Pompeyo dispersó a la mayoría por todas las ciudades de Asia.
- Datos: Q3310201